# La Tebaida
La Tebaida – miasto w Kolumbii, w departamencie Quindío.